# Zvonimir Grčman
Zvonimir Grčman (Vršac, 12. veljače 1927. - Zagreb, 27. siječnja 1987.), hrvatski filmski snimatelj i fotoizvjestitelj
Radio je kao filmski snimatelj u Zagrebu i Beogradu. Zatim se zaposlio u Vjesniku u kojem je radio do odlaska u mirovinu. Snimio je brojne svjetski poznate osobe i događaje (npr. poplava u Zagrebu 1964., uz fotografske majstore kao Jerko Bilać, Alojz Boršić, Ivan Grgić, Vladko Lozić, Ivan Medar, Drago Rendulić, Šime Radovčić i Josip Vranić). Ima vrlo bogat opus snimanja privatnog života Josipa Broza Tita. Fotografijama je opremio knjigu Priča o gradu Zagrebu Zdenka Kuzmića.
Jedan je od niza velikih hrvatskih majstora fotografije socijalističkog realizma, čiji opus krasi fundus Zbirke hrvatske fotografije Fotokluba Zagreb: Tošo Dabac, Zvonimir Grčman, Aleksandar Kukec, Ivan Medar, Milan Pavić, Drago Rendulić, Ante Roca, Žorž Skrygin, Zlatko Šurjak, Zlatko Zrnec i Vilko Zuber.
Autor je fotografije glazbenog albuma Tereze Kesovije Na suncu
Pokopan je na groblju na Mirogoju.

## Nagrade
- Nagrada Otokar Keršovani 1982./1983. za životno djelo u novinarstvu, novinar Vjesnika[7]